# Megalomaniax
Megalomaniax war eine deutsche Crossover-Band aus Frankfurt am Main, die im Jahr 1987 gegründet wurde und sich etwa 1997 auflöste.

## Geschichte
Die Band wurde im Oktober 1987 zunächst als Nebenprojekt von Musikern verschiedener Frankfurter Gruppen gegründet. An Weihnachten 1987 gab es das Livedebüt im Szeneclub Batschkapp. Nach und nach etablierte sich Megalomaniax als Liveact im Frankfurter Raum. Der Ruf des Unkonventionellen eilte den Musikern voraus und der Hörspielautor Heiner Goebbels fragte an, ob sie 1989 im Frankfurter Unicorn Studio an der Einspielung des neuesten Heiner-Müller-Stücks Wolokolamsker Chaussee, einer Gemeinschaftsproduktion mehrerer ARD-Sendeanstalten, musikalisch mitarbeiten wollten. Goebbels waren die Musik und – wie sich dann herausstellte – die Persönlichkeiten der Musiker zwar sehr fremd, aber er ging das Experiment ein. Aus einem Livemitschnitt wurde zunächst collagenartig ein langer Soundtrack zusammengepuzzelt, den die Band dann im Studio in dieser neuen Anordnung in einem Durchgang aufnahm, was eine Herausforderung darstellte, denn die einzelnen Strukturen der ursprünglich für sich stehenden Lieder waren einstudiert und mussten aufgebrochen werden. Der zweite Teil wurde zusammen mit Goebbels eigens hierfür komponiert. Die Produktion erhielt 1989 den Hörspielpreis der Akademie der Künste Berlin sowie 1990 den Karl-Sczuka-Preis der Donaueschinger Musiktage.
Dergestalt bestärkt, wollte man am Fortbestehen des Bandprojektes nicht rütteln. Allerdings schied der Sänger Tommy Beyert aus, woraufhin der Bassist Bert Bera diesen Posten übernahm. Für Bera kam Andreas „Andi“ Wilda als Bassist zur Besetzung. Ein Demo sollte aufgenommen werden, das professioneller klingen und auffälliger aussehen sollte als die bisherigen Kassettendemos. Deshalb entschied man sich für eine Viertitel-CD, die im Music Lab Studio in Berlin im günstigen 16-Spur-Studio entstand. Das Interesse gleich mehrerer Majorlabel wurde so geweckt, bei einem Popkomm-Auftritt 1991 noch gesteigert, woraufhin man am 1. April 1992 zum Präsentationskonzert in den Negativ-Nachtclub einlud. Beim Angebot der Phonogram griff die Band zu. Vertragsbeginn war Juni 1992. Da schon genug Zeit seit der Gründung vergangen war, beabsichtigte die Band schnell eine offizielle CD auf den Markt zu bringen und begnügte sich deshalb mit einer EP. Sie wurde von Harris Johns produziert, erschien im Jahr 1992 und heißt Information Overload.
Nach einer Tour zusammen mit Tankard und Xentrix, begab sich die Gruppe im Sommer 1993 erneut in das Music Lab Berlin, um dort das Debütalbum Dreamland aufzunehmen, das im Herbst erschien. Weihnachten 1993 veranstaltete die Band im Club Batschkapp, in dessen Keller die Band seit der Gründung probte, das Judgement Night Festival, an dem sowohl Metal- als auch Hip-Hop-Künstler teilnahmen. Die Band spielte dabei zusammen mit Die Fantastischen Vier. Beide fusionierten daraufhin zur Band Megavier und veröffentlichten 1994 über Sony Music Entertainment ein Album unter demselben Namen. Der Tonträger konnte über 80.000 Einheiten absetzen. Trotz dieses Erfolges verlor Megalomaniax ihren Vertrag mit Polygram. Die Band nahm daraufhin ihr selbstfinanziertes Album Hardcoriental auf. Nach den Aufnahmen verließ der Sänger Bera jedoch aufgrund persönlicher Differenzen mit den übrigen Mitgliedern die Band. Der Gesang wurde daraufhin nochmal von Kader Kesek neu aufgenommen. Nachdem der Tonträger im Sommer 1996 über We Bite Records veröffentlicht worden war, ging die Band zusammen mit Rinderwahnsinn auf Tour durch Deutschland. Ende 1996 spielte die Band zudem zusammen mit Cebris in München. Im Jahr 1997 nahm die Band weitere neue Lieder auf, wobei mittlerweile Kayhan als DJ in der Band war. Es kam jedoch schon bald zur Auflösung der Band.

## Stil
Laut Holger Stratmann in seiner Rock Hard Enzyklopädie spiele die Band eine Mischung „aus Post-Punk-, Hardcore-, Ami-Thrash und Hardrock-Elementen“. Später seien zudem noch Elemente aus dem Hip-Hop dazugekommen. Auf Hardcoriental seien zudem zwei Lieder in türkischer Sprache zu hören. Laut Schlagzeuger Gunnar Kalb im Metal-Hammer-Interview mit Martin Groß sei die Gründung der Band von Stormtroopers of Death inspiriert worden. Die Gruppe wolle Anhänger aus allen Genres ansprechen, lehne Schubladendenken ab und finde auch den Begriff des Crossover für ihre Musik als unpassend. Laut Groß spiele die Band auf Information Overload eine Mischung aus „Dirty Rock ’n’ Roll mit Punk- und mitunter auch Speed-Sprengseln“. Laut Alex von Streit vom Ox-Fanzine werde auf Hardcoriental sowohl in türkischer als auch in deutscher Sprache gerappt. Auf dem Album sei eine Mischung aus Rap und Hardcore Punk zu hören, die mit dem Lied Judgement Night von Biohazard und Onyx, vergleichbar sei. Buffo Schnädelbach vom Rock Hard verglich die Band auf Information Overload mit Suicidal Tendencies. Sein Kollege Frank Albrecht charakterisierte jedes einzelne Dreamland-Lied von „Speed-Kracher“ bis „Schunkel-Ballade“ und bescheinigte Megalomaniax eine „enorme Abwechslung“. Alexander Heitkamp meinte im Sub Line, Megalomaniax habe sich vom Trash der Anfangszeit verabschiedet, auf Dreamland finde sich „so ziemlich alles wieder, was unter dem Titel 'Metal' jemals veröffentlicht wurde“.

## Diskografie

### Alben
- 1991: Demo '91 (EP, Eigenproduktion)
- 1992: Information Overload (EP, Phonogram)
- 1993: Dreamland (Album, Phonogram)
- 1996: Hardcoriental (Album, We Bite Records)

### Songs
- 1993: Dreamland
- 1995: Rohes Fest (mit Thomas D)
- 1996: Freundschaft
- 1996: Hepsi Senin Mi? (Original: Tarkan – Şıkıdım)